# Ethel Glenn Hier
Ethel Glenn Hier (25 juin 1889 - 14 janvier 1971) est une compositrice, professeur de musique et pianiste américaine d'ascendance écossaise.

## Biographie
Ethel Glenn Hier nait le 25 juin 1889 à Madisonville (Cincinnati) (en), un quartier de Cincinnati, Ohio. Elle étudie à l'Université Wesleyenne de l'Ohio et au College-Conservatory of Music de Cincinnati où elle obtient son diplôme de piano en 1908. Elle poursuite ses études en 1911 avec des cours de composition Edgar Kelley. Durant l'été 1912 elle étudie la composition en Allemagne avec Hugo Kaun (en). En 1917, elle entre à l'Institute of Musical Art (qui deviendra la Juilliard School) où elle étudie avec Percy Goetschius et Ernest Bloch. En 1923 elle reprend ses études de piano avec Carl Friedberg (en).
En 1914 elle gagne une bourse de la McDowell Colony. En 1925 elle crée la Society of American Women Composers  avec Amy Beach, Mary Howe (en) et Gena Branscombe. Elle donne régulièrement pour l'association des conférences sur la musique moderne.
Après avoir terminé ses études Hier travaille comme compositrice et devient professeur de piano et de composition à Cincinnati puis à New York.
Elle meurt le 14 janvier 1971 à Winter Park (Floride).

## Œuvres
- Carolina suite pour orchestre
- Dreamin' town (Texte : Paul Laurence Dunbar)
- The bird in the rain (Texte : Elinor Wylie)
- The Hour and the Return, cycle de chansons (Texte : Sara Teasdale)
- Down in the Glen
- If You Must Go, Go Quickly